# Pijavica (otok)
Pijavica je otočić jugozapadno od zapadnog dijela Čiova, od kojeg je udaljena oko 2 km. Najbliži otok je Balkun, 310 m jugoistočno.
Površina otoka je 11.037 m2, duljina obalne crte 607 m, a visina 8 metara.